# Голуб Костянтин Іванович
Голуб Костянтин Іванович (*1-ша пол. XVII ст. — †поч. XVIII ст.) — сотник одної з сотень Ніжинського полку, генеральний бунчужний. Вихованець Києво-Могилянської академії.

## Біографія
Походив з козацької родини Голубів. Його дід Оліфер Остапович Голуб був гетьманом запорозьких козаків після смерті П. Сагайдачного (1622-1624). Він листувався з шахом Персії Аббасом Великим у справі союзу з персами проти турків. Його стрий Юрій Голуб був полковником реєстрових козаків Канівського полку (1646), підписав вимоги від київської шляхти до польського сейму 30 грудня 1631 на захист української православної церкви.
Костянтин Іванович навчався у Києво-Могилянській академії (1650-ті рр.). Служив у Ніжинському полку. За полковника Пилипа Уманця (1669-1674) був одним із сотників, які командували сотнями, розміщеними в Ніжині. За гетьмана І. Самойловича (1678-1687) став генеральним бунчужним.
Одружений з Анастасією Маркович, дочкою єврея-вихреста Марка Аврамовича Марковича. Пізніше, по смерті Голуба, Анастасія стала дружиною Івана Скоропадського.